# Municipio de Ortley
El municipio de Ortley (en inglés: Ortley Township) es un municipio ubicado en el condado de Roberts en el estado estadounidense de Dakota del Sur. En el año 2010 tenía una población de 74 habitantes y una densidad poblacional de 0,84 personas por km².

## Geografía
El municipio de Ortley se encuentra ubicado en las coordenadas 45°20′32″N 97°9′39″O / 45.34222, -97.16083. Según la Oficina del Censo de los Estados Unidos, el municipio tiene una superficie total de 87.63 km², de la cual 87,04 km² corresponden a tierra firme y (0,68 %) 0,6 km² es agua.

## Demografía
Según el censo de 2010, había 74 personas residiendo en el municipio de Ortley. La densidad de población era de 0,84 hab./km². De los 74 habitantes, el municipio de Ortley estaba compuesto por el 98,65 % blancos, el 1,35 % eran amerindios. Del total de la población el 0 % eran hispanos o latinos de cualquier raza.